# Seksburga
Święta Seksburga (zm. ok. 699) – królowa Kentu, później ksieni w klasztorze w Ely, święta katolicka.
Była najstarszą córką Anny, króla Anglii Wschodniej. W 640 poślubiła Earconberta, króla Kentu. Była matką św. Ermenhildy i Erkongoty.
Była najpierw ksienią w Sheppey. W 675 została mniszką w Ely, gdzie w 679 została wybrana ksienią.

## Biografia
Urodziła się jako córka króla Anny, władcy Anglii Wschodniej. Rodzina króla słynęła z żarliwej religijności. Jej brat Jurmin oraz cztery siostry (Edeltruda, Edelburga, Witburga i Setryda) zostali kanonizowani tak jak ona.
Około 640 roku poślubiła Earconberta, króla Kentu. Była matką św. Ermenhildy i Erkongoty oraz królów Egberta i Hlothere z Kentu.
W 664 roku zmarł jej mąż. Przez kolejne dwa lata władała krajem jako regentka w imieniu niepełnoletniego syna, Egberta. Po osiągnięciu przez syna pełnoletniości przekazała mu władzę, a sama osiedliła się w klasztorze benedyktyńskim w na wyspie Sheppey w okolicy miejscowości Minster-in-Sheppey, gdzie pełniła funkcję ksieni. W 675 roku opuściła klasztor i przeniosła się do innego klasztoru w Ely, założonego i kierowanego przez jej siostrę Edeltrudę (późniejszą świętą). Kiedy jej siostra zmarła (679 rok), Seksburga zastąpiła ją na stanowisku ksieni.
Zmarła w ok. 699 roku. Pochowano ją obok siostry. W 1106 roku relikwie obu sióstr przeniesiono do nowych świątyń. Wspomnienie liturgiczne św. Seksburgi w Kościele katolickim obchodzone jest 6 lipca.